# Lee Seung-yeoul
Dans ce nom coréen, le nom de famille, Lee, précède le nom personnel.
Lee Seung-Yeoul (Hangul: 이승렬, Hanja: 李昇烈), né le 6 mars 1989 à Bucheon, est un ancien footballeur international sud-coréen évoluant aussi bien au poste d'attaquant que celui d'ailier gauche.

## Biographie
Lee Seung-Yeoul commence sa carrière professionnelle en 2008 au FC Séoul qui termine vice-champion de K-League. La même saison, il remporte le prix du meilleur débutant 2008

Il est sélectionné pour la première fois en équipe de Corée du Sud de football en 2010 lors d'un match amical face à l'équipe de Zambie de football. Deuxième de la Coupe d'Asie de l'Est de football 2010, Lee Seung-Yeoul fait partie du groupe des vingt-trois sélectionnés pour la Coupe du monde de football de 2010.
Même s'il a fait partie de l'équipe de Coupe du monde 2010, il n'a seulement obtenu que 5 minutes de jeu lors du match contre la Grèce où ils ont gagné 2:0. Lee a ensuite été mis sur le banc pour les prochains matchs. Huh Jung-moo a décidé d'utiliser les plus expérimentés Lee Dong-gook et Yeom Ki-hun, au lieu du jeune Lee Seung-ryul. Le public coréen a exprimé que la seule raison qui explique qu'il n'ait pas eu suffisamment de temps de jeu à la Coupe du monde, c'est parce que Lee n'avait pas l'expérience, en dépit de sa bonne forme et de ses bonnes performances (3 buts marquer) lors des qualifications. Seung Ryul a exprimé son désir de s'entraîner dur pour les prochains Jeux asiatiques de 2010 et espère venir jouer en Europe. Il a également estimé que la Coupe du monde avait été une expérience enrichissante et avoir beaucoup appris au côté du buteur de Manchester Untd, Park Ji-sung.

## Statistiques
mise à jour : 30 décembre 2010
| Saison | Club     | Pays         | Championnat | Championnat | Championnat | Championnat    | Championnat  | Championnat  |
| Saison | Club     | Pays         | Division    | Matchs      | Buts        | Passe décisive | Cartons      | Cartons      |
| ------ | -------- | ------------ | ----------- | ----------- | ----------- | -------------- | ------------ | ------------ |
| Saison | Club     | Pays         | Division    | Matchs      | Buts        | Passe décisive | Carton jaune | Carton rouge |
| 2008   | FC Séoul | Corée du Sud | K-League    | 31          | 5           | 1              | 1            | 0            |
| 2009   | FC Séoul | Corée du Sud | K-League    | 26          | 7           | 1              | 6            | 0            |
| 2010   | FC Séoul | Corée du Sud | K-League    | 28          | 10          | 6              | 6            | 0            |

## Palmarès
- 2008 : K-League Rookie of the year